# Concours Eurovision de la chanson junior 2022
Spin the Magic
- Pays participants
- Pays ayant déjà participé dans le passé mais pas en 2022

Paris 2021 Nice 2023
Le Concours Eurovision de la chanson junior 2022 est la 20e édition du Concours Eurovision de la chanson junior. Elle a lieu à Erevan, en Arménie, à la suite de la victoire de Maléna lors de l'édition 2021, avec la chanson Qami Qami,. C'est la deuxième fois que le concours  a eu lieu en Arménie, le pays ayant accueilli le concours en 2011.
La France remporte pour la deuxième fois l'Eurovision Junior avec la chanson Oh Maman ! par Lissandro, deux ans après la victoire de Valentina en 2020 avec J'imagine,.

## Préparation du concours

### Pays hôte et lieu de l'édition 2022

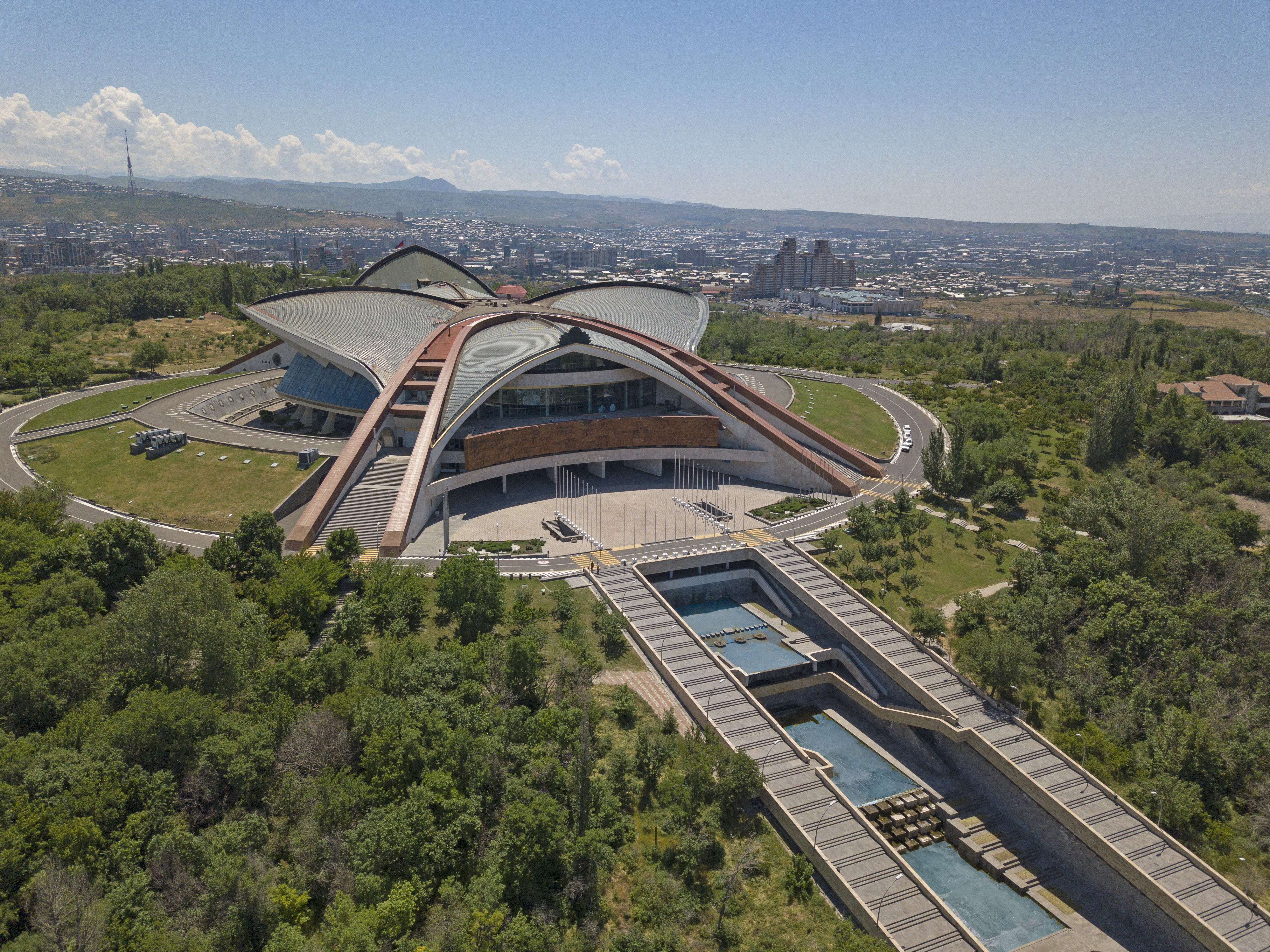
Le Karen Demirchian Complex, lieu hôte de l'édition 2022 du concours.

Le 21 décembre 2021, soit deux jours après la victoire de Maléna, il est annoncé que l'Arménie sera le pays hôte du Concours Eurovision de la chanson junior 2022. Le 21 février 2022, AMPTV annonce que le concours se déroulera au Karen Demirchian Complex à Erevan, lieu ayant déjà accueilli le concours en 2011. L'UER confirme ce choix le 6 avril suivant.

### Slogan et identité visuelle
Le 26 septembre 2022, l'UER et le diffuseur arménien AMPTV révèlent le slogan Spin the Magic (en français « Faites tourner la magie ») et le logo du Concours. Le logo représente une toupie décorée de motifs traditionnels arméniens et reprenant les couleurs du drapeau du pays,. Le slogan, quant à lui, a été choisi pour représenter le « vingtième tour » autour du Soleil depuis la création du concours, ainsi que la magie de Noël.
Le 11 octobre 2022, le design de la scène est révélé. Se voulant rappeler le logo de cette édition, la scène prend la forme d'une toupie.

### Organisation
Le 6 avril 2022, le diffuseur hôte AMPTV et l'UER annoncent que l'Eurovision Junior 2022 se tiendra le 11 décembre 2022. Le 13 novembre 2022, le gouvernement arménien annonce que le budget total de l'événement s'élève à 4,998 GAMD, soit environ 13 M€, dont 2,698 GAMD fournis exclusivement par AMPTV.

### Présentateurs
Les 18 novembre et 1er décembre 2022, l'UER et le diffuseur AMPTV annoncent le nom des quatre présentateurs de cette édition. Il s'agit de deux femmes, un homme et un personnage : Garik Papoyan, présentateur de télévision, acteur, musicien, écrivain et comédien ; Iveta Moukoutchian, chanteuse ayant représenté l'Arménie au Concours Eurovision de la chanson 2016 ; Karina Ignatyan, chanteuse ayant représenté l'Arménie au Concours Eurovision de la chanson junior 2019 ; et Robin le Robot, un personnage soutenant les enfants hospitalisés d'Arménie,.

### Cérémonie d'ouverture
La cérémonie d'ouverture est organisée le 5 décembre 2022, au cours de laquelle un tirage au sort est effectué pour désigner la position de passage de l'Arménie ainsi que les pays passant en première et en dernière position. Un défilé des seize participants est également prévu. Les seize finalistes du Concours allument les lumières de l'arbre de Noël d'Erevan.
Lors de cette cérémonie, plusieurs anciens gagnants et candidats sont présents.
| Année | Pays     | Interprète          | Chanson                         |
| ----- | -------- | ------------------- | ------------------------------- |
| 2007  | Arménie  | Arevik              | Erazanq                         |
| 2008  | Géorgie  | Bzikebi             | Bzz...                          |
| 2009  | Pays-Bas | Ralf Mackenbach     | Click Clack                     |
| 2010  | Arménie  | Vladimir Arzumanyan | Mama                            |
| 2011  | Arménie  | Dalita              | Welcome to Armenia              |
| 2011  | Géorgie  | CANDY               | Candy Music                     |
| 2012  | Arménie  | Compass Band        | Sweetie Baby                    |
| 2013  | Arménie  | Monika              | Choco Factory                   |
| 2013  | Malte    | Gaia Cauchi         | The Start                       |
| 2013  | Malte    | Gaia Cauchi         | 11:11                           |
| 2014  | Italie   | Vincenzo Cantiello  | Tu Primo Grande Amore           |
| 2016  | Arménie  | Anahit & Mary       | Tarber                          |
| 2016  | Géorgie  | Mariam Mamadachvili | Mzeo                            |
| 2017  | Arménie  | Misha               | Boomerang                       |
| 2018  | Arménie  | L.E.V.O.N           | L.E.V.O.N                       |
| 2019  | Arménie  | Karina Ignatyan     | Coulours Of Your Dream          |
| 2019  | Pologne  | Viki Gabor          | Superhero                       |
| 2020  | France   | Valentina           | J'imagine                       |
| 2020  | France   | Valentina           | All I Want For Christmas Is You |
| 2021  | Arménie  | Maléna              | Qami Qami                       |

### Gagnants des éditions précédentes
Le 28 octobre 2022, l'ARMTV arménienne a annoncé que la chaîne avait invité tous les gagnants des éditions précédentes au concours à Erevan. Pour le moment, le diffuseur n'a pas révélé si et comment les gagnants participeront à l'émission. Le diffuseur a également annoncé qu'il était toujours en contact avec certains des gagnants car certains d'entre eux n'avaient pas eu l'opportunité de se rendre à Erevan. En outre, le radiodiffuseur n'a pas précisé si les gagnants de Russie et de Biélorussie seraient là, car aucun des deux pays n'a de radiodiffuseur membre de l'UER. Le 29 novembre 2022, il a été annoncé que la chorale d'enfants du diocèse de Tavush chantera les chansons des vainqueurs qui ne peuvent pas voyager. Le 2 décembre 2022, le réseau a annoncé qu'un total de 11 gagnants se produiront pendant l'entracte. Le 8 décembre, ARMTV a annoncé qu'elle avait maintenant invité les gagnants de Biélorussie et de Russie au concours. Cependant, les gagnants des deux pays ne se sont pas rendus à Erevan.
| Années | Gagnant(e)s | Interprète          | Chanson               |
| ------ | ----------- | ------------------- | --------------------- |
| 2008   | Géorgie     | Bzikebi             | Bzz...                |
| 2009   | Pays-Bas    | Ralf Mackenbach     | Click Clack           |
| 2010   | Arménie     | Vladimir Arzumanyan | Mama                  |
| 2011   | Géorgie     | Candy               | Candy Music           |
| 2013   | Malte       | Gaia Cauchi         | The Start             |
| 2014   | Italie      | Vincenzo Cantiello  | Tu Primo Grande Amore |
| 2015   | Malte       | Destiny Chukunyere  | Not My Soul           |
| 2016   | Géorgie     | Mariam Mamadachvili | Mzeo                  |
| 2019   | Pologne     | Viki Gabor          | Superhero             |
| 2020   | France      | Valentina           | J'imagine             |
| 2021   | Arménie     | Maléna Fox          | Qami Qami             |

| Années | Gagnant(e)s | Interprète           | Chanson                   | Raison |
| ------ | ----------- | -------------------- | ------------------------- | --- |
| 2003   | Croatie     | Dino Jelusić         | Ti Si Moja Prva Ljubav    | Le 2 novembre 2022, Dino Jelusić a déclaré à Eurovision Insider qu'il ne se rendrait pas à Erevan. |
| 2004   | Espagne     | María Isabel         | Antes Muerta Que Sencilla | Le 31 octobre 2022, María Isabel a annoncé via Twitter qu'elle ne se rendrait pas à Erevan en raison de sa grossesse. |
| 2005   | Biélorussie | Ksenia Sitnik        | My Vmeste                 | Le 29 novembre 2022, Eurovoix a annoncé que Ksenia Sitnik ne se produirait pas à Erevan. Cependant, elle a ensuite reçu une invitation au concours le 8 décembre 2022. Sitnik n'a finalement pas été invitée à Erevan et sa chanson a été chantée par la chorale d'enfants.                                                           |
| 2006   | Russie      | Jumelles Tolmatcheva | Vesenniy Jazz             | Le 31 octobre 2022, les sœurs Tolmatcheva ont déclaré à Eurovision Insider qu'ils n'avaient pas reçu d'invitation à concourir à Erevan. Cependant, elles ont ensuite reçu une invitation au concours le 8 décembre 2022. Elles ne se sont finalement pas rendues à Erevan et leur chanson a été interprétée par la chorale d'enfants. |
| 2007   | Biélorussie | Alexey Zhigalkovich  | S Druz'yami               | Le 29 novembre 2022, Eurovoix annonce qu'Alexey Zhigalkovich ne se produira pas à Erevan. Cependant, il reçoit une invitation au concours le 8 décembre 2022 avant de n'être finalement pas invité à Erevan et sa chanson est chantée par la chorale d'enfants.                                                                       |
| 2012   | Ukraine     | Anastasiya Petryk    | Nebo                      | Le 2 novembre 2022, Anastasiya Petryk révèle à Eurovision Insider qu'après avoir quitté l'Ukraine, ses documents sont en cours d'enregistrement et finalement elle ne peut se rendre à Erevan. |
| 2017   | Russie      | Polina Bogoussevitch | Wings                     | Le 31 octobre 2022, Polina Bogoussevitch déclare à Eurovision Insider qu'elle n'avait pas reçu d'invitation au concours. Cependant, elle reçoit ensuite une invitation le 8 décembre 2022. Elle n'est finalement pas invitée à Erevan et sa chanson est chantée par la chorale d'enfants.                                             |
| 2018   | Pologne     | Roksana Węgiel       | Anyone I Want To Be       | Le 1er décembre 2022, Roksana Węgiel annonce qu'elle ne pourra pas se rendre à Erevan en raison de rendez-vous fixés avant qu'elle ne reçoive l'invitation au concours et auxquels elle doit assister. |

## Concours

### Liste des participants
La liste des participants est publiée le 26 septembre 2022. Elle annonce la participation de seize pays au concours. Parmi eux, le Royaume-Uni fait son retour après seize ans d'absence en vue de l'accueil du pays hôte du Concours Eurovision de la chanson 2023 alors que l'Allemagne, l'Azerbaïdjan, la Bulgarie et la Russie se retirent.
Par ailleurs, les pays suivants ont confirmé qu'il ne participeront pas à l'édition 2022 du Concours :
- Allemagne – Le 2 août 2022, le diffuseur allemand KiKA annonce le retrait du pays au concours cette année, le temps de prendre une « pause créative ». La dernière participation du pays était en 2021[17].
- Australie – Les diffuseurs australiens SBS et ABC ont annoncé qu'ils ne diffuseront pas le concours cette année, excluant donc la participation de l'Australie. La dernière participation du pays était en 2019[18].
- Azerbaïdjan – En janvier 2022, Eldar Rasulov, membre de la délégation azerbaïdjanaise, a déclaré que le pays devait participer quel que soit le lieu du concours en réponse aux rumeurs selon lesquelles il se retirerait en raison du prochain concours qui se tiendrait en Arménie. Cependant, en septembre 2022, le diffuseur du pays n'avait pas encore confirmé sa participation au concours 2022. Le pays n'est finalement pas apparu sur la liste finale des participants. La dernière participation du pays était en 2021.
- Biélorussie – Le 28 mai 2021, le diffuseur biélorusse BTRC a été suspendu de l'UER[19], rendant ainsi inéligible sa participation au concours. La dernière participation du pays était en 2020.
- Bulgarie – Le pays a annoncé son retrait quelques jours avant l'officialisation de la liste des participants. Le pays n'est également pas sûr de participer au concours adulte de l'année suivante. La dernière participation du pays était en 2021
- Chypre – Le radiodiffuseur chypriote CyBC a annoncé que le pays ne ferait pas son retour au concours. La dernière participation du pays était en 2017[20].
- Israël – En juin 2022, le diffuseur israélien KAN a confirmé qu'il ne participerait pas en 2022 en raison de la concentration de ses efforts sur le Concours Eurovision de la chanson. La dernière participation du pays était en 2018[21].
- Russie – Le 26 février 2022, les membres russes de l'UER annoncent leur retrait de l'union, rendant de fait une participation impossible. La dernière participation du pays était en 2021[22],[21].

#### Ouverture et entracte
Le traditionnel défilé des finalistes d'ouverture est accompagnés et assurés par les seize participants, ils interprète Spin the Magic.
Une partie de l'entracte est assurée par Maléna — vainqueur du concours 2021 —, qui interprétera Can’t Feel Anything, ainsi que par Rosa Linn — 20e du Concours Eurovision de la chanson 2022 à Turin, en Italie —, qui interprétera Snap.
Un medley de chanson gagnantes est prévu pour fêter les 20 ans du concours. Ainsi, le groupe Bzikebi, Ralf Mackenbach, Vladimir Arzumanyan, le groupe Candy, Gaia Cauchi, Vincenzo Cantiello, Destiny Chukunyere, Mariam Mamadashvili, Viki Gabor, Valentina et Maléna, gagnants respectivement des éditions 2008, 2009, 2010, 2011, 2013, 2014, 2015, 2016, 2019, 2020 et 2021, interpréteront chacun leur chansons victorieuses — respectivement Bzz..., Click Clack, Mama, Candy Music, The Start, Tu primo grande amore, Not My Soul, Mzeo, Superhero, J'imagine et Qami Qami —. La chorale d'enfants du diocèse de Tavush sera également de parties pour interpréter d'autres chansons victorieuses, respectivement des éditions 2003, 2004, 2005, 2006, 2007, 2012, 2017 et 2018 — respectivement Ti Si Moja Prva Ljubav, Antes muerta que sencilla, My Vmeste, Vesenniy Jazz, S druz'yami, Nebo, Wings et Anyone I Want to Be —.

### Finale
| Ordre | Pays              | Artiste              | Chanson                                   | Langue(s)            | Place | Points |
| ----- | ----------------- | -------------------- | ----------------------------------------- | -------------------- | ----- | ------ |
| 01    | Pays-Bas          | Luna Sabella         | La Festa                                  | Néerlandais, anglais | 7     | 128    |
| 02    | Pologne           | Laura Bączkiewicz    | To the Moon                               | Polonais, anglais    | 10    | 95     |
| 03    | Kazakhstan        | David Charlin        | Jer-Ana (Mother Earth) (Жер-Ана)          | Kazakh, anglais      | 15    | 47     |
| 04    | Malte             | Gaia Gambuzza        | Diamonds in the Skies                     | Anglais              | 16    | 43     |
| 05    | Italie            | Chanel Dilecta       | BLA BLA BLA                               | Italien, anglais     | 11    | 95     |
| 06    | France            | Lissandro            | Oh Maman !                                | Français             | 1     | 203    |
| 07    | Albanie           | Kejtlin Gjata        | Pakëz Diell                               | Albanais             | 12    | 94     |
| 08    | Géorgie           | Mariam Bigvava       | I Believe                                 | Géorgien, anglais    | 3     | 161    |
| 09    | Irlande           | Sophie Lennon        | Solas                                     | Irlandais            | 4     | 150    |
| 10    | Macédoine du Nord | Lara, Irina et Jovan | Životot e Pred Mene (Животот е пред мене) | Macédonien, anglais  | 14    | 54     |
| 11    | Espagne           | Carlos Higes         | Señorita                                  | Espagnol             | 6     | 137    |
| 12    | Royaume-Uni       | Freya Skye           | Lose My Head                              | Anglais              | 5     | 146    |
| 13    | Portugal          | Nicolas Alves        | Anos 70                                   | Portugais            | 8     | 121    |
| 14    | Serbie            | Katerina Savić       | Svet bez Granica (Свет без Граница)       | Serbe                | 13    | 92     |
| 15    | Arménie H T       | Nare Ghazaryan       | DANCE!                                    | Arménien, anglais    | 2     | 180    |
| 16    | Ukraine           | Zlata Dziunka        | Nezlamna (Unbreakable) (Незламна)         | Ukrainien, anglais   | 9     | 111    |

#### Tableau des votes
| Pays              | Jurys | Jurys  | Vote Internet | Vote Internet | Total final | Total final |
| Pays              | Place | Points | Place         | Points        | Place       | Points      |
| ----------------- | ----- | ------ | ------------- | ------------- | ----------- | ----------- |
| Pays-Bas          | 7e    | 58     | 6e            | 70            | 7e          | 128         |
| Pologne           | 11e   | 42     | 10e           | 53            | 10e         | 95          |
| Kazakhstan        | 16e   | 5      | 14e           | 42            | 15e         | 47          |
| Malte             | 15e   | 10     | 16e           | 33            | 16e         | 43          |
| Italie            | 12e   | 42     | 9e            | 53            | 11e         | 95          |
| France            | 1er   | 132    | 3e            | 71            | 1er         | 203         |
| Albanie           | 8e    | 51     | 13e           | 43            | 12e         | 94          |
| Géorgie           | 2e    | 114    | 12e           | 47            | 3e          | 161         |
| Irlande           | 4e    | 88     | 8e            | 62            | 4e          | 150         |
| Macédoine du Nord | 14e   | 12     | 15e           | 42            | 14e         | 54          |
| Espagne           | 6e    | 59     | 2e            | 78            | 6e          | 137         |
| Royaume-Uni       | 5e    | 66     | 1er           | 80            | 5e          | 146         |
| Portugal          | 9e    | 51     | 5e            | 70            | 8e          | 121         |
| Serbie            | 13e   | 41     | 11e           | 51            | 13e         | 92          |
| Arménie           | 3e    | 110    | 4e            | 70            | 2e          | 180         |
| Ukraine           | 10e   | 47     | 7e            | 64            | 9e          | 111         |

| Drapeau des Pays-Bas | Drapeau de la Pologne                             | Drapeau du Kazakhstan | Drapeau de Malte | Drapeau de l'Italie | Drapeau de la France | Drapeau de l'Albanie | Drapeau de la Géorgie | Drapeau de l'Irlande | Drapeau de la Macédoine du Nord | Drapeau de l'Espagne | Drapeau du Royaume-Uni | Drapeau du Portugal | Drapeau de la Serbie | Drapeau de l'Arménie | Drapeau de l'Ukraine | TV | Total |    |     |
| Pays                 | Pays-Bas                                          |                       | –                | 3                   | 8                    | –                    | 3                     | 7                    | –                               | 4                    | 3                      | 8                   | 7                    | –                    | 6                    | 6  | 3     | 70 | 128 |
| Pays                 | Pologne                                           | 2                     |                  | –                   | 5                    | 5                    | –                     | 8                    | –                               | 3                    | 4                      | 2                   | –                    | –                    | –                    | 7  | 6     | 53 | 95  |
| Pays                 | Kazakhstan                                        | –                     | –                |                     | –                    | 4                    | 1                     | –                    | –                               | –                    | –                      | –                   | –                    | –                    | –                    | –  | –     | 42 | 47  |
| Pays                 | Malte                                             | –                     | –                | –                   |                      | –                    | –                     | 1                    | –                               | –                    | –                      | 5                   | –                    | –                    | –                    | 3  | 1     | 33 | 43  |
| Pays                 | Italie                                            | –                     | –                | 4                   | 2                    |                      | 2                     | 12                   | 12                              | –                    | –                      | –                   | –                    | 6                    | 3                    | 1  | –     | 53 | 95  |
| Pays                 | France                                            | 12                    | 5                | 8                   | –                    | 12                   |                       | 10                   | 10                              | 12                   | 10                     | 6                   | 10                   | 12                   | 10                   | 10 | 5     | 71 | 203 |
| Pays                 | Albanie                                           | –                     | 6                | 6                   | 7                    | 3                    | 8                     |                      | 4                               | 7                    | –                      | –                   | 4                    | 1                    | 5                    | –  | –     | 43 | 94  |
| Pays                 | Géorgie                                           | 8                     | 12               | 7                   | 6                    | 10                   | 5                     | 2                    |                                 | 2                    | 8                      | 10                  | 5                    | 10                   | 7                    | 12 | 10    | 47 | 161 |
| Pays                 | Irlande                                           | 7                     | 10               | –                   | 12                   | 6                    | 10                    | –                    | 2                               |                      | 7                      | 3                   | 6                    | 4                    | 12                   | 2  | 7     | 62 | 150 |
| Pays                 | Macédoine du Nord                                 | 1                     | –                | –                   | –                    | –                    | –                     | –                    | –                               | 5                    |                        | –                   | –                    | –                    | 4                    | –  | 2     | 42 | 54  |
| Pays                 | Espagne                                           | 3                     | 1                | 2                   | 10                   | 1                    | 4                     | 4                    | 1                               | 1                    | 5                      |                     | 12                   | 2                    | 1                    | 8  | 4     | 78 | 137 |
| Pays                 | Royaume-Uni                                       | 6                     | 3                | 1                   | 1                    | 8                    | 7                     | 6                    | 8                               | –                    | 2                      | 4                   |                      | 3                    | –                    | 5  | 12    | 80 | 146 |
| Pays                 | Portugal                                          | 4                     | 4                | 5                   | –                    | 7                    | 6                     | –                    | 7                               | –                    | 6                      | 7                   | 1                    |                      | –                    | 4  | –     | 70 | 121 |
| Pays                 | Serbie                                            | 10                    | 8                | –                   | –                    | 2                    | –                     | –                    | 3                               | 8                    | 1                      | 1                   | 3                    | 5                    |                      | –  | –     | 51 | 92  |
| Pays                 | Arménie                                           | 5                     | 2                | 12                  | 4                    | –                    | 12                    | 5                    | 5                               | 10                   | 12                     | 12                  | 8                    | 7                    | 8                    |    | 8     | 70 | 180 |
| Pays                 | Ukraine                                           | –                     | 7                | 10                  | 3                    | –                    | –                     | 3                    | 6                               | 6                    | –                      | –                   | 2                    | 8                    | 2                    | –  |       | 64 | 111 |
| Pays                 | Le tableau suit l'ordre de passage des candidats. |                       |                  |                     |                      |                      |                       |                      |                                 |                      |                        |                     |                      |                      |                      |    |       |    |     |

#### Allocation des «12 points»
12 est le maximum de points que peut recevoir chaque pays, ils ont été attribués de cette manière :
| Nombre | Récipiendaire | Votant(s)                                      |
| ------ | ------------- | ---------------------------------------------- |
| 4      | Arménie       | Kazakhstan, France, Macédoine du Nord, Espagne |
| 4      | France        | Pays-Bas, Italie, Irlande, Portugal            |
| 2      | Géorgie       | Pologne, Arménie                               |
| 2      | Irlande       | Malte, Serbie                                  |
| 2      | Italie        | Albanie, Géorgie                               |
| 1      | Espagne       | Royaume-Uni                                    |
| 1      | Royaume-Uni   | Ukraine                                        |

## Anecdotes
L'eurovision junior 2022 était la première depuis :
- 2014 où il y avait un vainqueur masculin. A cette époque, le chanteur Vincenzo Cantiello gagne pour l'Italie
- 2017 dans lequel le gagnant du vote en ligne n'était pas le grand gagnant. A cette époque, le groupe Fource des Pays-Bas a obtenu le plus de points lors du vote en ligne, le vainqueur étant la Russie. C'était également la première fois depuis 2017 qu'aucune des candidatures issues du vote en ligne ne recevait 100 points ou plus.

 France : Lors de la deuxième répétition, il y a eu des problèmes techniques avec la performance de Lissandro. L'enregistrement de cet échantillon a été utilisé pour le premier tour de scrutin. Cependant, le diffuseur français a fait remplacer cet enregistrement par l'enregistrement de la finale du jury à la demande de l'UER.
 Géorgie : Iru Khechanovi, ancien lauréat du JESC, a contribué en tant qu'auteur à la contribution géorgienne. Elle remporte le concours 2011 avec le groupe CANDY. Cela est apparu dans le cadre du medley gagnant, permettant à Khechanovi de contribuer à JESC 2022 en tant qu'écrivain et chanteur.
 Italie et  Pologne : ont obtenu le même nombre de points à la fois dans les jurys (42 points) et dans le vote en ligne (53 points).
 Serbie : Lors de la finale du jury, il y a eu des problèmes de caméra et des problèmes avec l'appareil intra-auriculaire pendant la performance de Katarina Savić. Elle est réapparue après la performance de l'Ukraine. Le 11 décembre 2022, l'UER a annoncé que Savić ne se produirait pas en direct lors de la finale pour des raisons médicales, à la place l'enregistrement de la finale du jury ou de la deuxième répétition générale a été montré.
 Royaume-Uni : Freya Skye n'a pas pu se produire en direct lors de la finale du jury, la deuxième répétition générale, pour des raisons médicales, à la place, un enregistrement de la première répétition générale, qui a eu lieu plus tôt dans la journée, a été diffusé. Auparavant, Skye était également incapable de chanter en direct lors de sa deuxième répétition et elle devait jouer avec la lecture. Cet enregistrement a ensuite été utilisé pour le premier tour de scrutin.

## Retransmission du concours

### Dans les pays participants
| Pays              | Diffuseur                         | Commentateurs                         | Porte-paroles       |
| ----------------- | --------------------------------- | ------------------------------------- | ------------------- |
| Albanie           | RTSH, RTSH Muzikë, Radio Tirana 1 | Andri Xhahu                           | Mariam Gvaladze     |
| Arménie           | Arménie 1                         | Hamlet Arakelyan et Hrachuhi Utmazyan | Maléna              |
| Espagne           | La 1, TVE Internacional, TVE 4K   | Tony Aguilar et Julia Varela          | Juan Diego Álvarez  |
| France            | France 2                          | Stéphane Bern et Carla Lazzari        | Valentina           |
| Géorgie           | Pirveli Arkhi                     | Nikoloz Lobiladze                     | Niko Kajaia         |
| Irlande           | TG4                               | Sinéad Ní Uallacháin                  | Holly Lennon        |
| Italie            | Rai 1                             | Mario Acampa et Francesca Fialdini    | Vincenzo Cantiello  |
| Kazakhstan        | Khabar TV                         | NC                                    | Hallash             |
| Macédoine du Nord | MRT 1                             | NC                                    | Mariam Mamadashvili |
| Malte             | TVM                               | NC                                    | Gaia Cauchi         |
| Pays-Bas          | NPO 3                             | Bart Arens et Matheu Hinzen           | Ralf Mackenbach     |
| Pologne           | TVP 1, TVP Polonia, TVP ABC       | Aleksander Sikora                     | Viki Gabor          |
| Portugal          | RTP1, RTP Internacional           | Nuno Galopim et Iolanda Ferreira      | Emily Alves         |
| Royaume-Uni       | BBC One, CBBC                     | Lauren Layfield et HRVY               | Tabitha             |
| Serbie            | RTS 2                             | Kristina Radenković                   | Petar Aničić        |
| Ukraine           | Suspilne Kultura                  | Timur Miroshnychenko                  | Mykola Oliinyk      |

### Dans les autres pays
| Pays      | Diffuseur | Commentateurs     |
| --------- | --------- | ----------------- |
| Allemagne | KiKA      | Constantin Zöller |

## Audiences
Le 21 décembre 2022, l'UER annonce qu'un total de 33 millions de téléspectateurs ont regardé le concours avec une part d'audience moyenne de 12.8% .
Le tableau ci-dessous résume les audiences dans les différents pays diffuseurs :
| Pays      | Part d'audience | Téléspectateurs | Ref    |
| --------- | --------------- | --------------- | ------ |
| Allemagne | 2,1 %           | 170 000         | [ 64 ] |
| Espagne   | 10,1 %          | 1 183 000       | [ 65 ] |
| France    | 8,9 %           | 1 110 000       | [ 66 ] |
| Italie    | 11,7 %          | 1 523 000       | [ 67 ] |
| Irlande   | 2,1 %           | 15 300          | [ 68 ] |
| Pays-Bas  | 1,7 %           | 279 000         | [ 69 ] |
| Portugal  | 3,4 %           | 319 400         | [ 70 ] |